# Elegia moscovita
Elegia moscovita è un film del 1988 diretto da Aleksandr Sokurov.

## Trama
In sostanza è un documentario, con una struttura elegìaca, sul regista russo Andrej Tarkovskij. Contiene scene tratte da Lo specchio e da Nostalghia e, alcune cose apparse sul film-documentario Tempo di viaggio. Incluse, anche, diverse riprese sulla lavorazione dell'ultimo film del regista: Sacrificio del 1986. E, inoltre, una scena dal film del 1963 Ho vent'anni di Marlen Chuciev, in cui il regista si cimenta nelle vesti di attore. Sono presenti anche foto, filmati e musiche risalenti al film L'infanzia di Ivan.